# Александровське (Даровський район)
Алекса́ндровське (рос. Александровское) — село у складі Даровського району Кіровської області, Росія. Входить до складу Верховонданського сільського поселення.
Населення становить 151 особа (2010, 303 у 2002).
Національний склад станом на 2002 рік — росіяни 99 %.